# 自留地
自留地，从字面上说是自己的地。这是个具有中国特色的词汇，是在特定的历史时期保留下来的一种土地形式。
在中華人民共和國成立初期，土地都归国家、集体所有，但给农民自己保留了一小部分归自己所支配土地，所以叫自留地。国家所有的土地要上交公税，而自己所保留的土地不用交任何税。
這種制度也是其他實行集體農莊制度國家的土地形式。

## 另見
- 三自一包